# Triquiasi

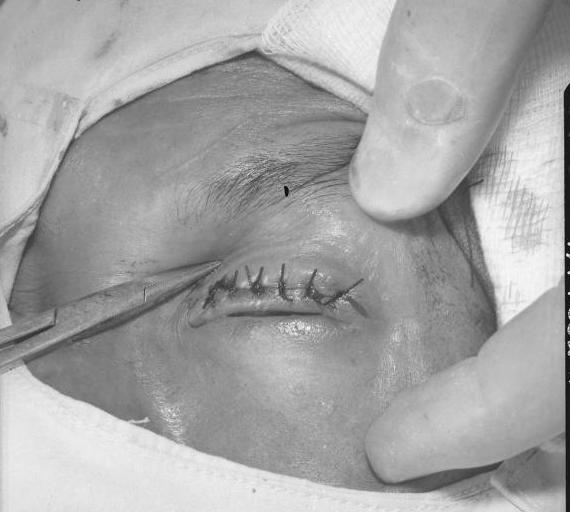
Cirurgia de triquiasi i entropi secundari a tracoma.

La triquiasi és un trastorn en què les pestanyes creixen cap a l'ull, tocant la còrnia o la conjuntiva. Això pot ser causat per infecció, inflamació, trastorns autoimmunitaris, defectes congènits, agènesi de la parpella i trauma com ara cremades o lesions palpebrals.
El tractament estàndard implica l'eliminació o la destrucció de les pestanyes afectades amb electrocoagulació dels fol·licles, làser especialitzat o cirurgia. En molts casos, l'eliminació de les pestanyes afectades amb pinces resol els símptomes, tot i que el problema sovint es repeteix en poques setmanes quan les pestanyes tornen a créixer. Els casos greus poden causar cicatrius a la còrnia i provocar pèrdua de visió si no es tracten. Els casos lleus poden no requerir tractament.
Els casos repetits d'infecció per tracoma poden causar triquiasi.
La mala direcció posterior de les pestanyes normals afecta amb més freqüència la parpella inferior.